# Chiaravalle (Mailand)
Chiaravalle (lombardisch Ceravall [ˌtʃeːra'val]) ist ein im Gemeindegebiet von Mailand befindliches Dorf, bekannt für sein Kloster. Es gehört zum 5. Stadtbezirk.

## Geschichte
Der Name bezieht sich auf das Kloster der Zisterzienser, das seinerseits nach der Primarabtei Clairvaux in Frankreich benannt ist. Das Dorf wurde erstmals im Jahre 1346 erwähnt und gehörte damals zum Pfarrbezirk San Donato.
1808 wurde Chiaravalle per Napoleonischen Dekret mit vielen anderen Vororten nach Mailand eingemeindet. Mit der Wiederherstellung des Österreichischen Herrschafts wurde die Gemeinde 1816 wieder selbstständig.
Im Jahre 1841 wurde die aufgelöste Gemeinde Poasco (mit dem Ortsteil Sorigherio) nach Chiaravalle eingemeindet.
An der Gründung des Königreichs Italien (1861) zählte die Gemeinde 1417 Einwohner. Ein Jahr danach wurde die offizielle Gemeindebezeichnung in Chiaravalle Milanese geändert. 1870 wurden eine weitere Gemeinde, diesmal Nosedo, eingemeindet.
Wegen des immer stärkeren demografischen Zuwachses der Vororte von Mailand (die Gemeinde Chiaravalle hatte mit ihren Ortsteilen laut Zensus von 1921 5728 Einwohner) beschloss die faschistische Regierung 1932, das sogenannte Grande Milano („Groß-Mailand“) zu gründen, das mit dem Königlichen Dekret Nr. 1912 vom 2. September in Kraft trat.
Seitdem gehört das Dorf Chiaravalle zu Mailand, allerdings 1932 wurden weite Teile des ehemaligen Gemeindegebiets, einschließlich der Ortsteil Poasco, von Mailand getrennt und nach San Donato eingemeindet.